# Pedro Alonso (Schauspieler)

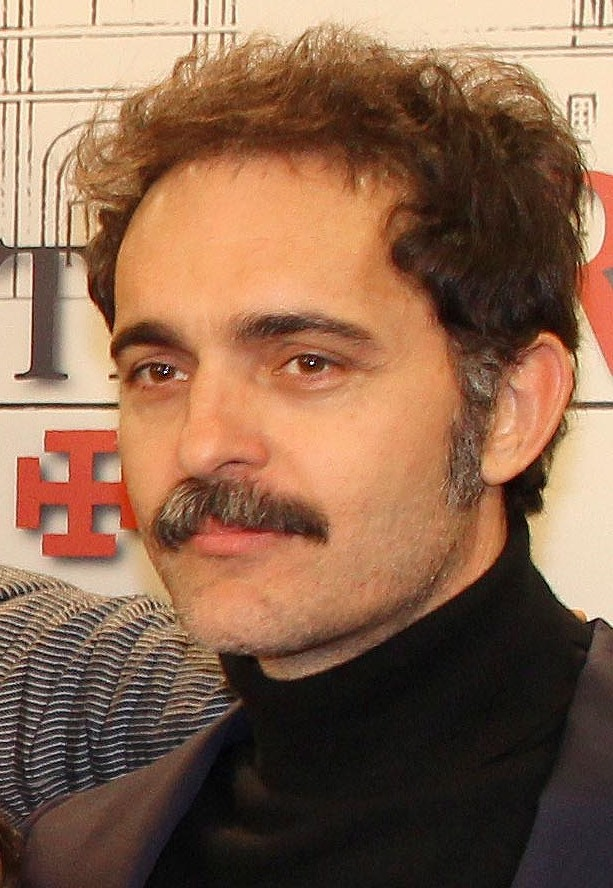
Pedro Alonso, 2015

Pedro Alonso (* 21. Juni 1971 in Vigo, Galicien, Spanien) ist ein spanischer Schauspieler, der vor allem durch seine Rolle als Andrés de Fonollosa alias Berlin in Haus des Geldes und als Adrián Vera Celande / Diego Murquía in der spanischen Serie Grand Hotel bekannt wurde.

## Leben
Nach dem Besuch der Mittelschule absolvierte Pedro Alonso 1992 eine Schauspielausbildung an der Real Escuela Superior de Arte Dramático (RESAD) in Madrid. Nach Jahren ohne Anstellung im Theaterberuf, in denen er in einer Bar arbeitete, bekam er seine erste Rolle 1995 in dem Kurzfilm Habitos. Neben seiner Leidenschaft für Schauspiel interessiert er sich auch für Tanz, weshalb er am Teatro de la Danza mehrere Tanzkurse belegte und selber Kurse anleitete. Später gründete er eine eigene Theatergruppe, Grupo Dom.
Alonso ist in einer Beziehung mit der Pariser Hypnotherapeutin und Künstlerin Tatiana Djordjevic. Aus einer früheren Beziehung hat er eine Tochter (* 1998).

## Filmografie (Auswahl)

### Fernsehserien
- 1995: Hábitos
- 1996: Alma gitana
- 2003: Código Fuego
- 2008–2015: Padre Casares
- seit 2016: La embajada
- 2011–2013: Grand Hotel (Gran Hotel)
- 2017–2018: Traición
- 2017–2021: Haus des Geldes (La casa de papel)
- seit 2018: Diablo Guardián
- 2023: Berlín

### Filme
- 1996: Tengo una casa
- 1997: Niño nadie
- 1998: Insomnio
- 2010: 18 Mahlzeiten (18 comidas)
- 2010: Todo lo que tú quieras
- 2011: Onde está a Felicidade?
- 2012: The Apostle (O Apóstolo, Stimme von Peregrino)
- 2015: The Beach of the Drowned
- 2015: Anrufer unbekannt (El desconocido, Stimme)
- 2019: Das Schweigen des Sumpfes